# Благодарівка
Благодарівка (до 2016 — Комсомольське) —  селище в Україні, у Нечаянській сільській громаді Миколаївського району Миколаївської області. Населення становить 887 осіб.

## Населення

### Мова
Розподіл населення за рідною мовою за даними перепису 2001 року:
| Мова            | Кількість | Відсоток |
| --------------- | --------- | -------- |
| українська      | 818       | 92.22%   |
| російська       | 59        | 6.65%    |
| румунська       | 4         | 0.45%    |
| білоруська      | 1         | 0.11%    |
| вірменська      | 1         | 0.11%    |
| польська        | 1         | 0.11%    |
| гагаузька       | 1         | 0.11%    |
| інші/не вказали | 2         | 0.24%    |
| Усього          | 887       | 100%     |